# بخش سریش‌آباد
بخش سریش‌آباد یکی از بخش‌های شهرستان قروه در استان کردستان در غرب ایران است.

## تقسیمات کشوری
- - دهستان قصلان
  - دهستان لک
  - دهستان یالغوزآغاج

شهر: سریش‌آباد

## جمعیت
بنابر سرشماری مرکز آمار ایران، جمعیت بخش سریش آباد شهرستان قروه در سال ۱۳۹۵ برابر با ۱۷۷۱۷ نفر بوده است.